# Roberto Marconcini
Roberto Marconcini (Montecatini Val di Cecina, 9 marzo 1947) è un ex calciatore italiano, di ruolo portiere.

## Carriera

Marconcini alla SPAL nei primi anni settanta

Dopo gli inizi nella squadra del suo paese, passa giovanissimo nelle giovanili del Pisa dove non riuscirà mai ad esordire in prima squadra. Nel 1969 viene ceduto alle Spezia in Serie C dove disputa il suo primo torneo da titolare.
Nel 1970 approda alla SPAL del presidente Paolo Mazza. Diventa il portiere della promozione del 1973 sotto la guida di Mario Caciagli.
Dopo un anno di Serie B con la SPAL, Marconcini passa al Perugia di Ilario Castagner e con gli umbri viene di nuovo promosso, stavolta in Serie A dove Marconcini esordisce il 5 ottobre 1975 a Perugia contro il Milan nella partita terminata con il risultato di 0-0.
Dopo due anni di Serie A, Marconcini torna in Serie B prima con l'Ascoli (dove ottiene la promozione nella stagione 1977-1978, senza venir confermato per l'annata successiva) e successivamente con il Monza.
Nel 1981 scende di nuovo, stavolta in Serie C1, con la Salernitana (dove sfiora un'altra promozione nel 1982) e quindi col Trento dove chiuse con il calcio giocato nel 1984.
In carriera ha collezionato complessivamente 50 presenze in Serie A e 162 presenze in Serie B.

## Palmarès
- Campionato italiano di Serie B: 2

Perugia: 1974-1975
Ascoli: 1977-1978
- Campionato italiano Serie C: 1

SPAL: 1972-1973